# Charles Mathieu Isidore Decaen
Charles Mathieu Isidore Decaen (Caen, 13 aprile 1769 – Deuil-la-Barre, 9 settembre 1832) è stato un generale francese attivo durante le guerre rivoluzionarie francesi.
Fu governatore generale di Pondicherry e dell'Isle de France (oggi Mauritius), e comandante dell'esercito di Catalogna durante le guerre napoleoniche.

## Rivoluzione francese
Prima della rivoluzione francese Decaen era cannoniere della marina francese. Nel 1792 si arruolò nel battaglione Calvados, e fu agli ordini di Kléber durante l'assedio di Magonza. Promosso aiutante generale, Decaen combatté durante la rivolta di Vandea. Operò assieme ai generali Canclaux, Dubayet, Moreau e Kléber. Promosso generale di brigata, Decaen fu catturato durante l'attacco a Frantzenthal. Dopo aver dato la sua parola d'onore fu scambiato.
Nel 1796 fu sotto Moreau nelle operazioni lungo il Reno, e si distinse durante l'attraversamento del fiume e l'assedio di Kehl, per il quale ricevette una spada d'onore dal Direttorio. Nel 1800 conquistò Monaco di Baviera, e a dicembre comandò una divisione nella battaglia di Hohenlinden. In questo scontro reagì in maniera "fiduciosa ed aggressiva" ad una situazione confusa nella foresta durante una tempesta di neve. Il suo assalto sconfisse la colonna meridionale austriaca e contribuì in modo decisivo alla vittoria finale. Per quanto fatto ad Hohenlinden fu promosso generale di divisione (maggior generale).

## Al servizio dell'impero

### Pondicherry
Forse, dato il legame con l'esercito del Reno di Moreau, lo stesso Napoleone Bonaparte considerò la possibilità di esiliarlo. Decaen fu inviato nel 1802 in una difficile missione nei territori francesi in India. Dal 1803 al 1810 difese le remote isole Riunione e Isle de France (Mauritius) dai britannici. Alla fine su sconfitto dalla superiorità numerica del nemico, ed ottenne un'onorevole capitolazione. Nell'aprile 1810 liberò Matthew Flinders dagli arresti domiciliari, pochi mesi prima della battaglia di Grand Port (agosto) e della capitolazione ai britannici il 3 dicembre dello stesso anno.

### Spagna e caduta dell'impero
Al ritorno fu nominato conte e dall'ottobre 1811 al gennaio 1814 fu a capo dell'esercito di Catalogna col quale combatté in Spagna. Dal suo quartier generale di Barcellona riferiva al maresciallo Louis Gabriel Suchet. Formò le guide catalane. Su richiesta di Suchet inviò le truppe che liberarono Tarragona dall'assedio. Nel 1814 tentò invano di tenere i britannici fuori da Bordeaux. Dopo la prima abdicazione di Napoleone riconobbe Luigi XVIII di Francia, e fu da questi nominato governatore della 11ª divisione militare (Bordeaux). Decaen non riuscì, nonostante gli sforzi, a mantenere l'autorità reale sulla città dopo il ritorno di Napoleone dall'isola d'Elba nel 1815.
Dopo che i principi reali ebbero lasciato la Francia, Decaen si riunì all'imperatore e durante i cento giorni comandò truppe nel sud della Francia, il che gli valse cinque mesi di prigione dopo la restaurazione francese che seguì la disfatta di Waterloo. Dopo la liberazione si ritirò alla vita civile, finché non fu richiamato nel 1830 da Luigi Filippo di Francia. Morì due anni dopo.

## Onori

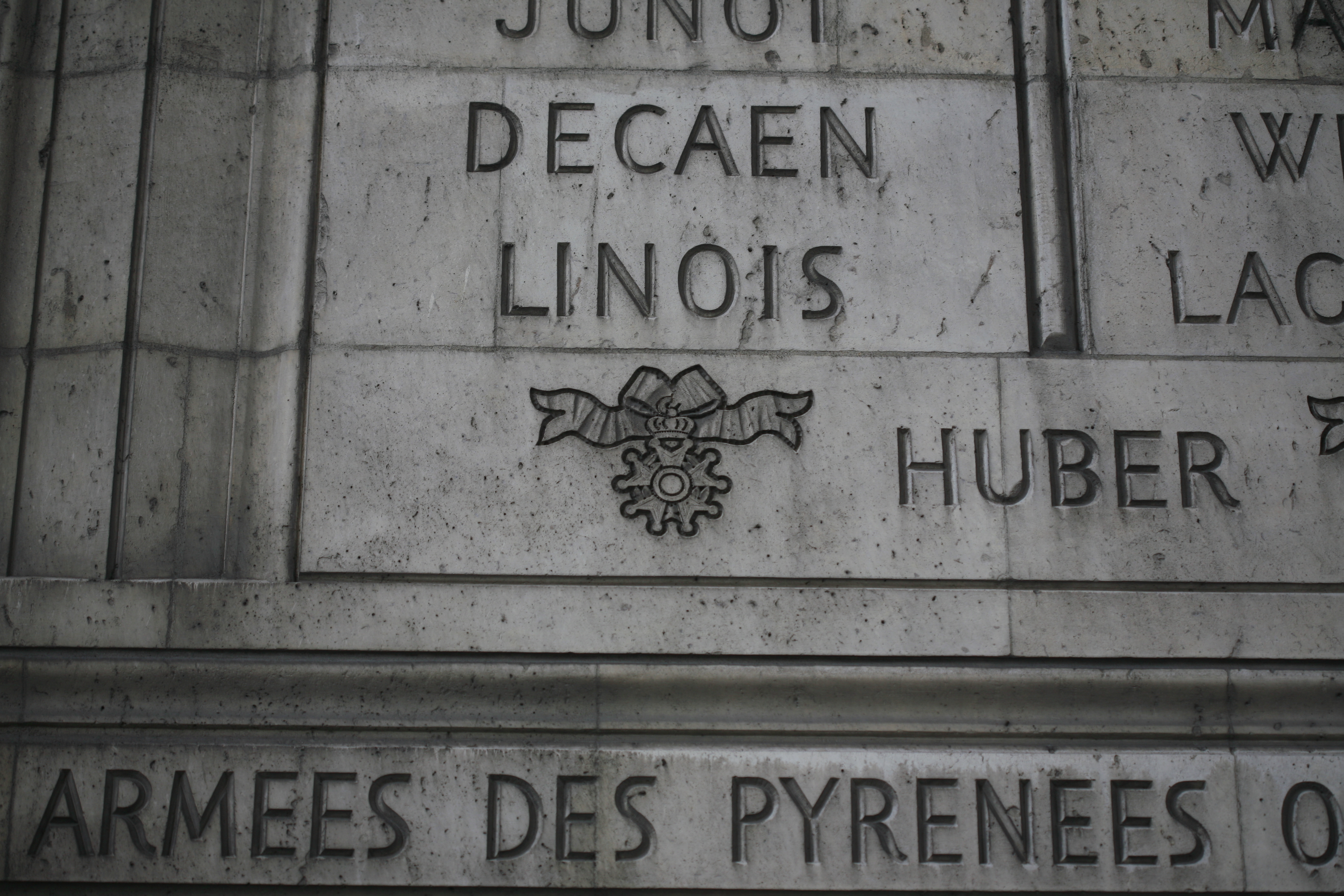
Il suo nome inciso sull'Arco di Trionfo

Il suo nome è inciso sotto l'Arco di Trionfo di Parigi.